# Luftverkehr Friesland Harle
Luftverkehr Friesland-Harle, comunemente abbreviata LFH è una compagnia aerea regionale con base all'aeroporto di Harle in Germania. È nata nel settembre 1983 ed ha iniziato limitatissimi voli di linea nel mese successivo. Opera voli charter e passeggeri programmati, e servizi merci. Unisce principalmente l'aeroporto di Harle con le Isole Frisone Orientali.
A partire dal 2011, LFH svolge servizi programmati tra la base e Wangerooge, e voli a richiesta verso le altre Isole Frisone Orientali di Baltrum, Langeoog e Norderney, così come Helgoland. In aggiunta, opera stagionalmente voli passeggeri da Pärnu e Kuressaare verso l'Aeroporto di Ruhnu in Estonia.
Nel 2014 tutte le attività sono confluite in quelle della conterranea e viciniora FLN-Frisia Luftverkehr, di cui peraltro era già sussidiaria dal 2011.

## Flotta
Al Dicembre 2010, la flotta LFH era composta dai seguenti velivoli: